# سلادکویچوو
سلادکویچوو (به آلمانی: Diosek) یک شهرک در اسلواکی با جمعیت ۵٬۶۷۷ نفر است که در Galanta District واقع شده‌است.